# Choerodon anchorago
Choerodon anchorago (Bloch, 1791)  è un pesce d'acqua salata appartenente alla famiglia Labridae.

## Distribuzione e habitat
Proviene dalle barriere coralline dell'oceano Pacifico e dell'oceano Indiano; è stato localizzato dalle Isole Ryukyu, in Sri Lanka, Nuova Caledonia e Polinesia Francese. Nuota a profondità basse, vicino alla superficie, sempre tra 1 e 25 m, di solito in aree ricche di vegetazione acquatica, a volte con fondo sabbioso. Gli esemplari più giovani a volte nuotano negli estuari dei fiumi.

## Descrizione
Presenta un corpo leggermente compresso lateralmente, non particolarmente allungato, con la testa dal profilo arrotondato tipico delle specie del genere Choerodon, che fa apparire il pesce tozzo.
La colorazione non varia durante la vita del pesce. Il corpo è prevalentemente grigio o marrone, con la testa più scura e una fascia gialla pallida verticale circa a metà del corpo. Le pinne sono gialle od arancioni, eccetto gran parte della pinna dorsale, che è marrone. Il ventre è bianco, la pinna caudale non è biforcuta, mentre sul peduncolo caudale è presente un'area più chiara a forma di sella. La lunghezza massima registrata è di 50 cm.

## Biologia

### Comportamento
Gli esemplari giovanili nuotano di solito in piccoli banchi, mentre gli adulti tendono ad essere territoriali ma formano aggregazioni nel periodo riproduttivo.

### Alimentazione
La sua dieta, prevalentemente carnivora, è composta soprattutto da varie specie di invertebrati acquatici, come crostacei, in particolare anfipodi, granchi e isopodi; molluschi bivalvi e gasteropodi; ricci di mare e vermi, soprattutto policheti. A volte si nutre anche di pesci ossei più piccoli.

### Riproduzione
È oviparo e la fecondazione è esterna; non ci sono cure nei confronti delle uova, che gli adulti depongono in gruppo tra gennaio e marzo.

## Conservazione
Questa specie non è particolarmente a rischio di estinzione e viene classificata come "a rischio minimo" dalla lista rossa IUCN perché è diffusa in alcune aree marine protette e perché la pesca, abbastanza frequente, è stata regolamentata.